# Hellboy (film, 2019)
Pour les articles homonymes, voir Hellboy.
Ne doit pas être confondu avec Hellboy (film, 2004).
Série
Hellboy 2
(2008) Hellboy: The Crooked Man
(2024)
Pour plus de détails, voir Fiche technique et Distribution.
Hellboy est un film fantastique international réalisé par Neil Marshall, sorti en 2019.
Il s'agit du 3e film adapté du personnage de comics Hellboy créé par Mike Mignola, après Hellboy (2004) et Hellboy II : Les Légions d'or maudites (2008) réalisés par Guillermo del Toro.
Il s'agit d'un reboot, donc il ne prend pas en considération les deux précédents films.
Le film débute durant l'Âge sombre, où la Reine de Sang Vivian Nimue (autre nom de la fée Viviane) est vaincue par le roi Arthur grâce à Excalibur. Le corps de Nimue est dispersé et chaque membre caché en des lieux différents. De nos jours, après avoir tenté de sauver un collègue du BPRD à Tijuana, Hellboy se rend à la base du BPRD dans le Colorado. Son père adoptif et supérieur hiérarchique, le professeur Trevor Bruttenholm, l'informe qu'il doit se rendre en Angleterre pour y rencontrer les membres de l'Osiris Club. Ceux-ci lui apprennent que son père était venu le jour de son arrivée sur Terre pour le tuer — parce qu'il était censé déclencher l'apocalypse — mais qu'il a ensuite décidé de l'élever comme son propre fils. Toutefois, les membres de l'Osiris Club tentent de tuer Hellboy, en vain. Après avoir survécu à la tentative d'assassinat, ce dernier découvre que les forces occultes tentent de ramener la Reine de Sang pour exterminer l'humanité. Hellboy va donc devoir affronter Nimue.

## Synopsis
En 517, Vivienne (Nimue), une reine démoniaque, lance le chaos sur la Grande-Bretagne. Le roi Arthur et Ganeida démembrent Nimue et éparpillent ses morceaux à travers le pays.
De nos jours au Mexique, Hellboy élimine par accident Esteban Ruiz, qui a été changé en vampire dans un tournoi de Catch. Hellboy retourne au BPRD dans le Colorado et reçoit une nouvelle affectation du professeur Trevor Bruttenholm, son père adoptif, afin d'aider le club Osiris à éliminer un trio de géants en Grande-Bretagne.
Lady Hatton révèle que le professeur Trevor Bruttenholm était censé tuer Hellboy lors de sa venue au monde pendant la confrontation des nazis et des alliés durant la 2de Guerre Mondiale, mais qu'il décida de changer d'avis et d'élever Hellboy comme son propre fils.
Cependant un être féérique, qui est un cochon anthropomorphe nommé Gruagach, est chargé par la sorcière Baba Yaga de retrouver les morceaux de Vivienne Nimue pour qu'elle puisse enfin assouvir sa vengeance contre Hellboy.
Pendant ce temps, Hellboy est trahi par les chasseurs qui l'abandonnent aux géants. Hellboy les tue et sombre dans l'inconscience. Il reprend ses esprits dans l'appartement d'Alice Monaghan, médium sauvée par Hellboy lorsqu'elle était bébé.
Une équipe spéciale est envoyée pour récupérer Hellboy, ce dernier rencontre alors l'agent M11 Ben Daimio, qui l'informe de l'existence de morceaux de Nimue stockés dans le club Osiris. Lorsqu'ils arrivent au club, tous les membres sont morts. Alice fait parler l'esprit de Hatton et apprend que Nimue recherche Hellboy pour déclencher l'apocalypse.
Le bras de Nimue est récupéré par Gruagach qui s'échappe, grâce à une apparition de Nimue qui distrait Hellboy. Hellboy révèle que Gruagach est un changeling (une créature métamorphe à l'apparence d'un cochon) qui avait pris la place d'Alice encore bébé. Hellboy avait alors démasqué l'imposteur et obligé Gruagach à rendre Alice à ses parents. Gruagach a, depuis ce jour, juré la perte d'Hellboy.
Daimio, au siège du M11, récupère en secret une balle spéciale permettant de tuer Hellboy.
Après une altercation avec le professeur Trevor Bruttenholm au sujet de son adoption, Hellboy est magiquement transporté chez Baba Yaga, qui lui apprend l'endroit où Nimue doit se rendre.
Sur la route menant à Nimue, Daimio apprend à Alice qu'il était le seul survivant de l'attaque d'un jaguar démoniaque, similaire à la tristement célèbre créature : le Chupacabra
Nimue récupère complètement ses pouvoirs et assassine son clan, tout en épargnant Ganeida.
Hellboy essaie vainement de stopper Nimue, qui empoisonne Alice. Ganeida guide Hellboy vers l'endroit où repose Merlin afin de secourir Alice. Une fois que Merlin a soigné Alice, il informe Hellboy que sa véritable identité est Anung un Rama et qu'il est un descendant du Roi Arthur, via sa mère qui s'est offerte à un puissant démon. Merlin propose l'épée Excalibur à Hellboy qui refuse, car une vision lui montre qu'il déclenchera l'apocalypse s'il prenait l'épée. Merlin, dont la magie s'épuise, se désintègre.
Pendant ce temps, Nimue a attaqué le M11, a enlevé le professeur Trevor Bruttenholm et s'est réfugiée dans la cathédrale St Paul.
Hellboy affronte Gruagach devenu plus puissant et Daimio porte assistance à Hellboy sous forme de jaguar. Nimue trahit Gruagach en le tuant et propulse Hellboy dans la tombe secrète d'Arthur qui contient l'épée Excalibur. Nimue tue le professeur Trevor Bruttenholm, Hellboy entre en rage et s'empare d'Excalibur, ce qui permet aux démons de sortir des enfers.
Alice entre en communication avec l'esprit du professeur Trevor Bruttenholm, qui fait appel à l'humanité de Hellboy. Ce dernier tranche la tête de Nimue et la jette dans les enfers, provoquant la disparition des démons. Hellboy et le professeur se font leurs adieux, Trevor lui expliquant à quel point il a été fier d'avoir eu Hellboy comme fils. Daimio décide de détruire la balle spéciale.
Six mois plus tard, Hellboy, Daimio et Alice attaquent le repaire de l'organisation de Oannes et découvrent dans un réservoir d'eau, Abe Sapien.
Scène inter-générique
Hellboy est réconforté sur la tombe du professeur Trevor Bruttenholm par le fantôme de Lobster Johnson, son héros d'enfance.
Scène post-générique
Baba Yaga entre en contact avec une force invisible et lui demande, en échange d'un repos éternel, de lui ramener Hellboy.

## Fiche technique
Sauf indication contraire, les informations mentionnées dans cette section peuvent être confirmées par la base de données cinématographiques IMDb,  présente dans la section « Liens externes ».
- Titre original, français et québécois : Hellboy
- Réalisation : Neil Marshall
- Scénario : Andrew Cosby, Christopher Golden[2] d'après Hellboy de Mike Mignola
- Musique : Benjamin Wallfisch
- Direction artistique : Alessandro Troso, Alexei Karaghiaur et Ivan Ranghelov
- Décors : Paul Kirby
- Costumes : Stephanie Collie
- Photographie : Lorenzo Senatore
- Son : Ivaylo Natzev, Ivan Nikolov, Andrew Stirk, Martin Cantwell, Paul Carter
- Montage : Martin Bernfeld
- Production : Lawrence Gordon, Lloyd Levin, Mike Richardson, Carl Hampe, Yariv Lerner, Matthew O'Toole, Les Weldon et Philip Westgren

Production exécutive : Elena Melamed
Production déléguée : Christa Campbell, Avi Lerner, Mike Mignola,
Production déléguée : Jeffrey Greenstein, Lati Grobman, Marc Helwig, Trevor Short et John Thompson
Coproduction : Martin Bernfeld
Coproduction déléguée : Lonnie Ramati
- Sociétés de production[3] :
  - États-Unis : Lawrence Gordon Productions, Summit Entertainment et Millennium Films,
    - en association avec Dark Horse Entertainment et Campbell Grobman Films

  - Canada : avec le soutien de Québec Production Services Tax Credit
  - Bulgarie : Nu Boyana Film Studios
  - Royaume-Uni : Above the Line Set Assistance & Security Ltd
  - Portugal : avec le soutien de Picture Portugal et Visit Portugal
  - France : Davis-Films
- Société de distribution :
  - États-Unis : Lionsgate
  - Canada : VVS Films
  - Royaume-Uni : Lionsgate UK
  - Bulgarie : Lenta
  - Portugal : NOS Audiovisuais
  - France : Metropolitan Filmexport
  - Suisse : Ascot Elite Entertainment Group
  - Belgique : Kinepolis Film Distribution
- Budget : 50 millions de $[4]
- Pays de production :  États-Unis,  Royaume-Uni,  Bulgarie,  Canada,  Portugal,  France
- Langue originale : anglais, espagnol, russe, allemand
- Format[5] : couleur et N & B - D-Cinema - 2,39:1 (Cinémascope) - son Dolby Digital | IMAX 6-Track | Dolby Atmos
- Genre : fantastique, science-fiction, action, aventures, épouvante-horreur
- Durée : 120 minutes[5] ; 121 minutes[6]
- Dates de sortie[7] :
  - Belgique : 10 avril 2019 (sortie nationale) ; 12 avril 2019 (Festival international du film fantastique de Bruxelles)
  - Royaume-Uni, Portugal : 11 avril 2019
  - États-Unis, Canada, Bulgarie : 12 avril 2019
  - France, Suisse romande[8] : 8 mai 2019
- Classification[9] :
  -  États-Unis : Interdit aux moins de 17 ans (certificat #52002) (R – Restricted) [Note 1].
  -  Canada : Interdit aux moins de 18 ans (R - Restricted).
  -  Québec : 13 ans et plus (13+ / 13 years and over).
  -  Royaume-Uni : Interdit aux moins de 15 ans (15 - Suitable only for 15 years and over)[10].
  -  Bulgarie : Interdit aux personnes de moins de 16 ans (Classification D)[11].
  -  Portugal : 16 ans et plus (M/16 - Para maiores de 16 anos )[12].
  -  France : Interdit aux moins de 12 ans (visa d'exploitation no 150636 délivré le 5 avril 2019)[13],[6],[Note 2].

## Distribution
- David Harbour (VF : Jérémie Covillault ; VQ : Louis-Philippe Dandenault) : Hellboy
- Milla Jovovich (VF : Barbara Kelsch ; VQ : Élise Bertrand) : Vivian Nimue
- Ian McShane (VF : Philippe Catoire ; VQ : Guy Nadon) : Pr. Trevor Bruttenholm
- Sasha Lane (VF : Déborah Claude ; VQ : Catherine Brunet)  : Alice Monaghan
- Daniel Dae Kim (VF : Cédric Dumond ; VQ : Jean-François Beaupré) : Major Ben Daimio
- Thomas Haden Church (VF : Eric Herson-Macarel) : Lobster Johnson
- Stephen Graham (VF : Paul Borne ; VQ : Patrick Chouinard) : Gruagach (voix)
- Douglas Tait : Gruagach
- Penelope Mitchell (VF : Nastassja Girard) : Ganeida
- Alistair Petrie (VF : Christian Gonon ; VQ : François Trudel) : Lord Adam Glaren
- Nitin Ganatra (VF : Bernard Alane ; VQ : Manuel Tadros) : August Swain
- Sophie Okonedo (VF : Annie Milon ; VQ : Marika Lhoumeau) : Lady Hatton
- Brian Gleeson (VF : Laurent Maurel ; VQ : Frédéric Désager) : Merlin
- Mark Stanley (en) : le Roi Arthur
- Laila Morse : une employée du BPRD
- Emma Tate (en) (VF : Christine Delaroche ; VQ : Johanne Garneau) : Baba Yaga (voix)
- Mario de la Rosa : Esteban Ruiz / Camazotz
- Markos Rounthwaite : Grigori Raspoutine

Sources et légende: Version française (VF) sur AlloDoublage Version québécoise (VQ) sur Doublage.qc.ca

## Production

### Genèse et développement
Après les deux longs métrages Hellboy (2004) et Hellboy 2 : Les Légions d'or maudites (2008) de Guillermo del Toro, un troisième film avait été plusieurs fois évoqué. En février 2017, Guillermo del Toro déclare cependant sur Twitter « Je suis désolé de l'annoncer mais pour avoir parlé avec toutes les parties, je peux dire qu'il y a 100 % de chances pour que la suite ne voit pas le jour. Et ce sera le dernier mot à ce sujet. ». En mai 2017, il est finalement annoncé qu'un reboot est en développement. Le créateur du comics d'origine Mike Mignola l'annonce personnellement sur son compte Facebook et confirme Neil Marshall au poste de réalisateur. Il ajoute que le film sera classé R - Restricted. La sortie est alors prévue pour 2018, avant d'être repoussée à début 2019.
Mike Mignola décrit le style de ce film comme plus horrifique :

« Dès le premier jour, le film a choisi de prendre une direction horrifique plutôt que fantastique à la manière de del Toro. Quand Neil est arrivé, on a décidé de faire un film R pour qu'il n'ait pas les mains liées, qu'il puisse faire quelque chose d'aussi sombre et dur qu'il le souhaiterait. J'étais un de ses fans, et quand il est monté à bord du projet, je savais que ça allait être génial : on pourrait vraiment faire un film d'action horrifique. (...) Je crois que Deadpool et Logan nous ont aidés à faire un film R et le ton sera proche de Logan d'ailleurs, sombre et dur mais pas quelque chose qui cherche à faire étalage de membres coupés. »

### Attribution des rôles

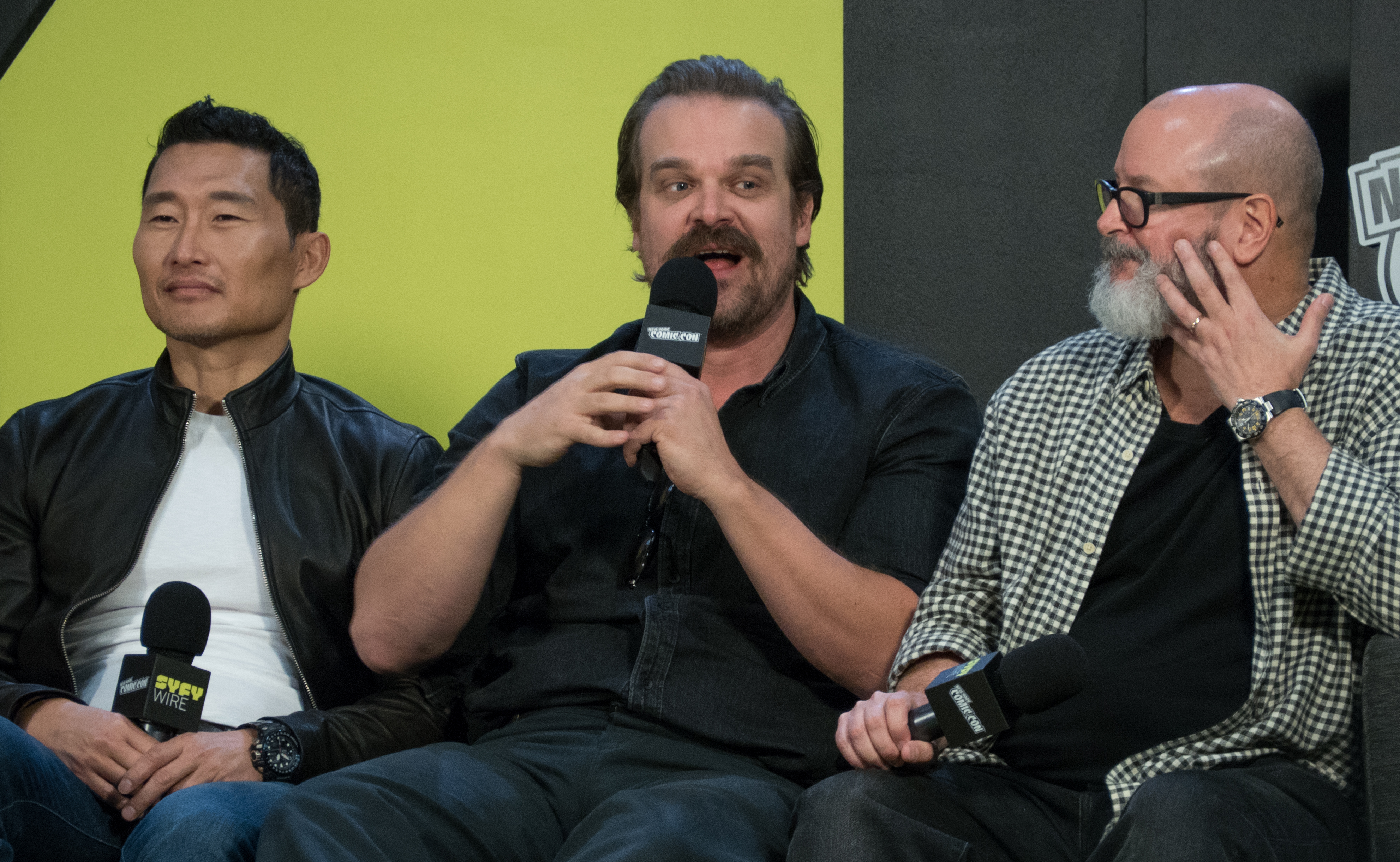
David Harbour, Daniel Dae Kim et Mike Mignola pour le panel du film à New York en 2018.

L'acteur américain David Harbour est officialisé dans le rôle-titre le 8 juin 2017 et succède ainsi à Ron Perlman. Ce dernier a d'ailleurs bien accueilli le choix de l'acteur.
En aout 2017, l'acteur britannique Ian McShane obtient le rôle de Trevor Bruttenholm, incarné par John Hurt (qui est décédé le 25 janvier 2017) dans les précédents films de Guillermo del Toro. Milla Jovovich est ensuite officialisée dans le rôle de l'antagoniste principale, Nimue. Dans la foulée, l'acteur britannique Ed Skrein est choisi pour incarner Ben Daimio. Dès lors, de nombreuses protestations émergent sur Internet en raison du non-respect des origines japonaises du personnage dans les comics. Alors que la polémique se propage, l'acteur décide de quitter le projet. Il est plus tard remplacé par l'acteur sud-coréen Daniel Dae Kim.
En octobre 2017, Sophie Okonedo, Brian Gleeson et Alistair Petrie rejoignent la distribution.

### Tournage
Le tournage débute le 13 septembre 2017. Il se déroule entre l'Angleterre (notamment Londres et sa Cathédrale Saint-Paul) et la Bulgarie (Nu Boyana Film Studios),.

## Accueil

### Sortie
Le film devait initialement sortir aux États-Unis le 11 janvier 2019 et le 30 janvier 2019 en France. Finalement, en septembre 2018, il est annoncé que la sortie américaine est décalée au 12 avril 2019.

### Accueil critique
Dès sa sortie, Hellboy reçoit des critiques globalement négatives de la presse. Sur l'agrégateur américain Rotten Tomatoes, Hellboy ne récolte que 15 % d'opinions favorables pour 183 critiques et une note moyenne 3,53⁄10. Sur Metacritic, le film obtient une note moyenne de 31⁄100, pour 43 critiques.
En France, les critiques sont également mitigées. Sur le site Allociné, qui recense 16 titres de presse, il ne décroche qu'une moyenne de 1,8⁄5. Dans Le Dauphiné libéré, Jean Serroy le décrit comme « un reboot qui s’essaie à retrouver le souffle de l’action et du fantastique des originaux, mais qui a bien du mal à y parvenir ». Robin Cannone du Figaro pense que « ce remake de Hellboy n’est, au mieux, rien de plus qu’une succession de scènes régressives sur une musique passée de mode et, au pire, un nanar de l’enfer ». Pour Le Journal du geek « Hellboy est une tentative ratée de faire revenir le démon rouge sur le devant de la scène ». Dans Le Point, Philippe Guedj écrit que « le résultat est une catastrophe ». Dans Les Inrockuptibles, Jacky Goldberg écrit lui aussi que le film est « un ratage intégral, dont il est difficile de sauver une seule idée tant la laideur – visuelle, morale – y règne sans partage ». Marius Chapuis de Libération écrit quant à lui « insipide et sans relief, le reboot du héros BD de Mike Mignola par Neil Marshall cumule inanité du scénario et omniprésence des images de synthèse ». Nicolas Didier de Télérama écrit notamment « desservie par des effets spéciaux trop faibles, son adaptation est moins inventive que les deux versions livrées par Guillermo del Toro dans les années 2000 ».
Certains journalistes écrivent cependant une critique positive du film, comme Alexandre Poncet de Mad Movies : « Si le cocktail horrifico-serialesque du film est déjà une réussite en soi, la prestation de Harbour s'impose de façon presque miraculeuse, quand on sait à quel point l'ombre de Ron Perlman plane encore sur le personnage ». Dans Le Parisien, Michel Valentin écrit quant à lui « onze après sa dernière apparition au grand écran, le super-héros issu de l’enfer revient dans un remake à la fois plus amusant, mais aussi bien plus gore ». Dans Rolling Stone, le film est décrit comme « un grand n’importe quoi général, tout sauf déplaisant, avec un David Harbour faisant de son mieux pour ne pas faire regretter Ron Perlman – un peu en vain –, offrant à quelques personnages clés un nouveau tour de piste ».

### Box-office
| Pays ou région    | Box-office      | Date d'arrêt du box-office | Nombre de semaines |
| ----------------- | --------------- | -------------------------- | ------------------ |
| États-Unis Canada | 21 903 748 $    | 16 mai 2019                | 5                  |
| France            | 230 998 entrées | 4 juin 2019                | 5                  |
| Total mondial     | 44 664 690 $    | -                          | -                  |

## Distinctions
Entre 2019 et 2020, Hellboy a été sélectionné 9 fois dans diverses catégories et a remporté 1 récompense,.

### Récompenses
- Prix de la bande-annonce d'or 2019 : Prix de la Toison d'or du Meilleur spot TV décerné à Lionsgate et Heart Sleeve Productions.

### Nominations
- Prix Schmoes d'or (Golden Schmoes Awards) 2019 : Pire film de l'année.
- Prix de la bande-annonce d'or 2019 : La bande-annonce la plus trash pour Lionsgate et Heart Sleeve Productions.
- Prix mondiaux de la bande originale 2019 : Meilleur compositeur de l'année pour Benjamin Wallfisch.
- Prix Razzie 2020[35],[36] :
  - Pire préquelle, remake, plagiat ou suite,
  - Razzie du mépris inconscient pour la vie humaine et les biens publics,
  - Pire scénario pour Andrew Cosby,
  - Pire réalisateur pour Neil Marshall,
  - Pire acteur pour David Harbour.

## Autour du film

### Éditions en vidéo
- Hellboy est sorti en DVD et Blu-ray le 9 août 2019[6].